# Ужокский перевал

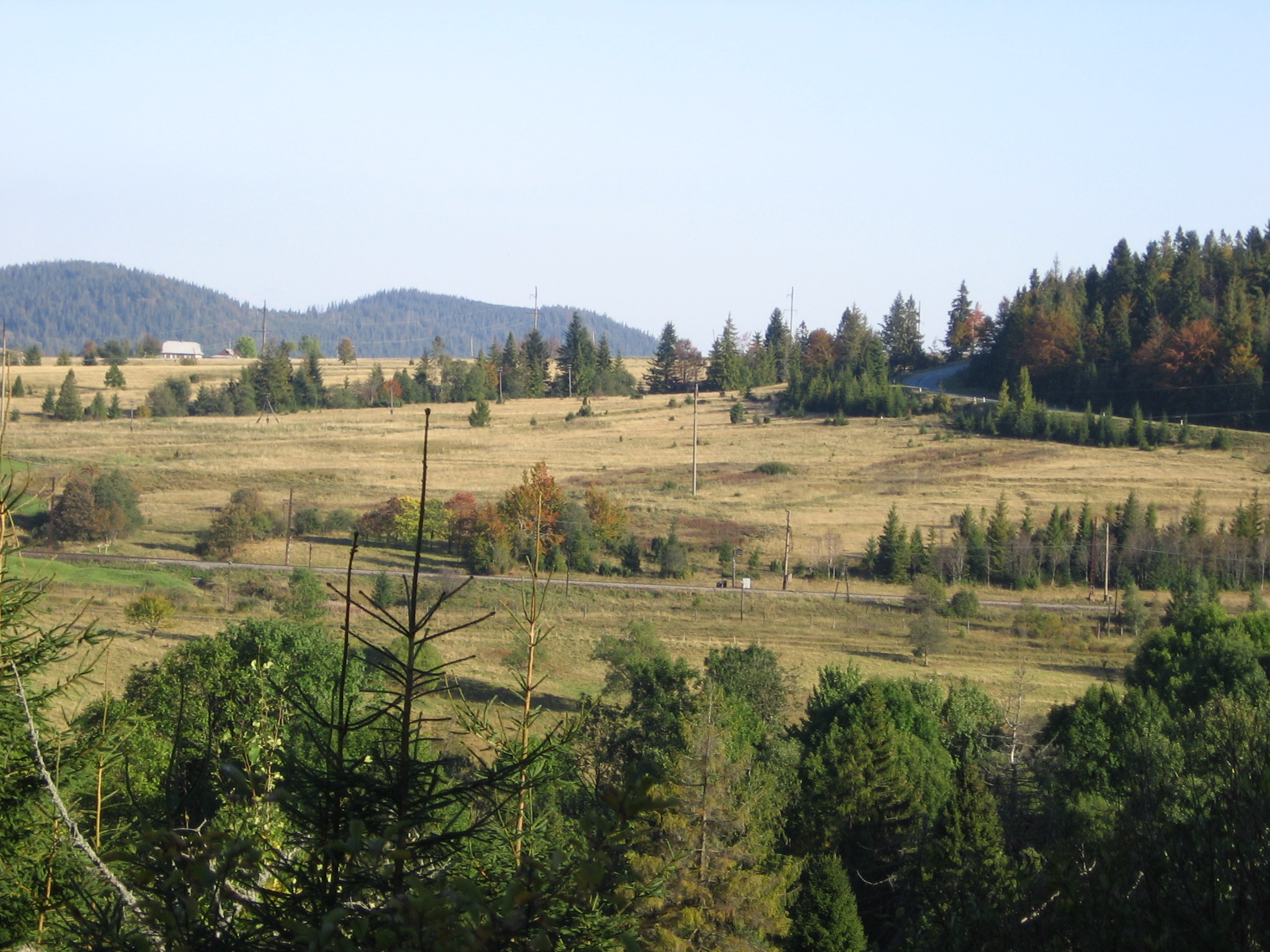
Ужокский перевал летом

Ужо́кский перевал (Ужоцкий перевал, укр. Ужоцький перевал, чеш. Užocký průsmyk, Užocké sedlo, словац. Užocký priesmyk, пол. Przełęcz Użocka, венг. Uzsoki-hágo) — перевал в Восточных Карпатах через Верховинский Вододельный хребет на границе Закарпатской и Львовской областей Украины близ границы с Польшей. Высота 889 м.
Через перевал проходит железная дорога и шоссе Львов — Ужгород. Во время Первой мировой войны перевал был местом боёв между русской и австро-венгерской армиями.
С северной стороны перевала находится источник реки Сан, с южной — реки Уж.

## История
В 1872 году через перевал была введена в эксплуатацию стратегически важная железнодорожная магистраль, соединявшая Будапешт с Восточной Галицией (перевал был административной границей Венгрии и Австрийской коронной земли Галиция и Лодомерия в составе Австро-Венгрии). Всего на этой перевальной железной дороге было проложено 14 железнодорожных тоннелей — на сегодня это самая красивая горная магистраль Украины. Здесь проложен ряд туристических маршрутов. Дорога использовалась преимущественно для поставки руды из Словакии, для вывоза карпатского леса, а также для местных пассажирских перевозок. Железнодорожное сообщение здесь существует до сих пор.
Во время Первой мировой войны за перевал продолжались кровавые бои, о которых напоминает военное кладбище. В течение 1914—1915 годов перевал несколько раз брала русская армия, позже он снова оказался в руках Австро-Венгерской армии.
После Первой мировой войны на перевале расположилась польско-чехословацкая граница, в 1930 году здесь было построено новое здание чехословацкого таможенного управления. После аннексии территории нынешнего Закарпатья (тогдашней Подкарпатской Руси) Венгрией, произошедшей в результате Мюнхенского сговора (Венгрия была союзником Гитлеровской Германии), здесь прошла венгерско-польская граница. Через два дня после захвата — 20 марта 1939 года — здесь состоялись торжества по случаю восстановления общей границы этих двух стран. Однако уже с сентября 1939 года — после 4-го раздела Польши — и до июня 1941 Ужокский перевал стал венгерско-советской границей.
За перевал велись тяжелые бои и во время Второй мировой войны при наступлении советских войск. Венгерские и немецкие войска построили здесь так называемую линию Арпада — на склонах гор размещалось много километров траншей, развернуто 30 бетонных и 60 деревянно-земляных бункеров. После присоединения в 1945 году — после окончания Второй мировой войны — Закарпатья к Советскому Союзу перевал стал снова лишь административной границей Закарпатской и Дрогобычской (позже — Львовской) областей УССР
В 1960-е годы железная дорога через Ужокский перевал была электрифицирована (на постоянном токе 3 кВ), однако она до сих пор однопутная, поскольку при её модернизации потребовались бы реконструкция старых и строительство новых тоннелей.
В настоящее время (по состоянию на 2017 год) для местного пассажирского сообщения на перевальной дороге используются электропоезда маршрута Львов — Сянки (в Прикарпатье) и Сянки — Ужгород/Чоп (в Закарпатье) Львовской железной дороги. По этой трассе также проходит ежедневный ночной пассажирский поезд № 601 Львов — Солотвино и обратный — № 602 Солотвино — Львов Укрзализныци. Основные же пассажирские и скорые поезда направления Львов — Чоп пересекают Карпаты по другой более короткой и двухпутной трассе — через тоннель под Бескидским перевалом.